# Copic
|  | Per a altres significats, vegeu «Wladimir Copic». |

Copic és una àrea no incorporada al comtat de Modoc, Califòrnia. És a la línia de ferrocarril de la Southern Pacific a 3,2 km al sud-est de Newell, a una altura de 1.231 m.